# Gregorio Aznárez
Gregorio Aznárez és una localitat del sud-est de l'Uruguai, ubicada al departament de Maldonado. Es troba sobre la ruta nacional 9, 5 km al nord del seu encreuament amb la Ruta Interbalneària.

## Població
Segons les dades del cens de 2004, Gregorio Aznárez tenia una població aproximada de 902 habitants.
| Any  | Població |
| ---- | -------- |
| 1963 | 169      |
| 1975 | 506      |
| 1985 | 642      |
| 1996 | 1.003    |
| 2004 | 902      |
| 2011 | 944      |